# ميخائيل برايس
ميخائيل برايس (بالإنجليزية: Michael Price)‏ (13 يناير 1981 في المملكة المتحدة - ) هو لاعب كرة قدم بريطاني في مركز الدفاع. لعب مع نادي إيفرتون ونادي بارنت وهال سيتي ونادي سكاربورو وNorth Ferriby United A.F.C. ‏ وليه جنيسيس ‏.

## وصلات خارجية
- ميخائيل برايس على موقع قاعدة بيانات كرة القدم.إي يو (الإنجليزية)